# ホノコハウ港

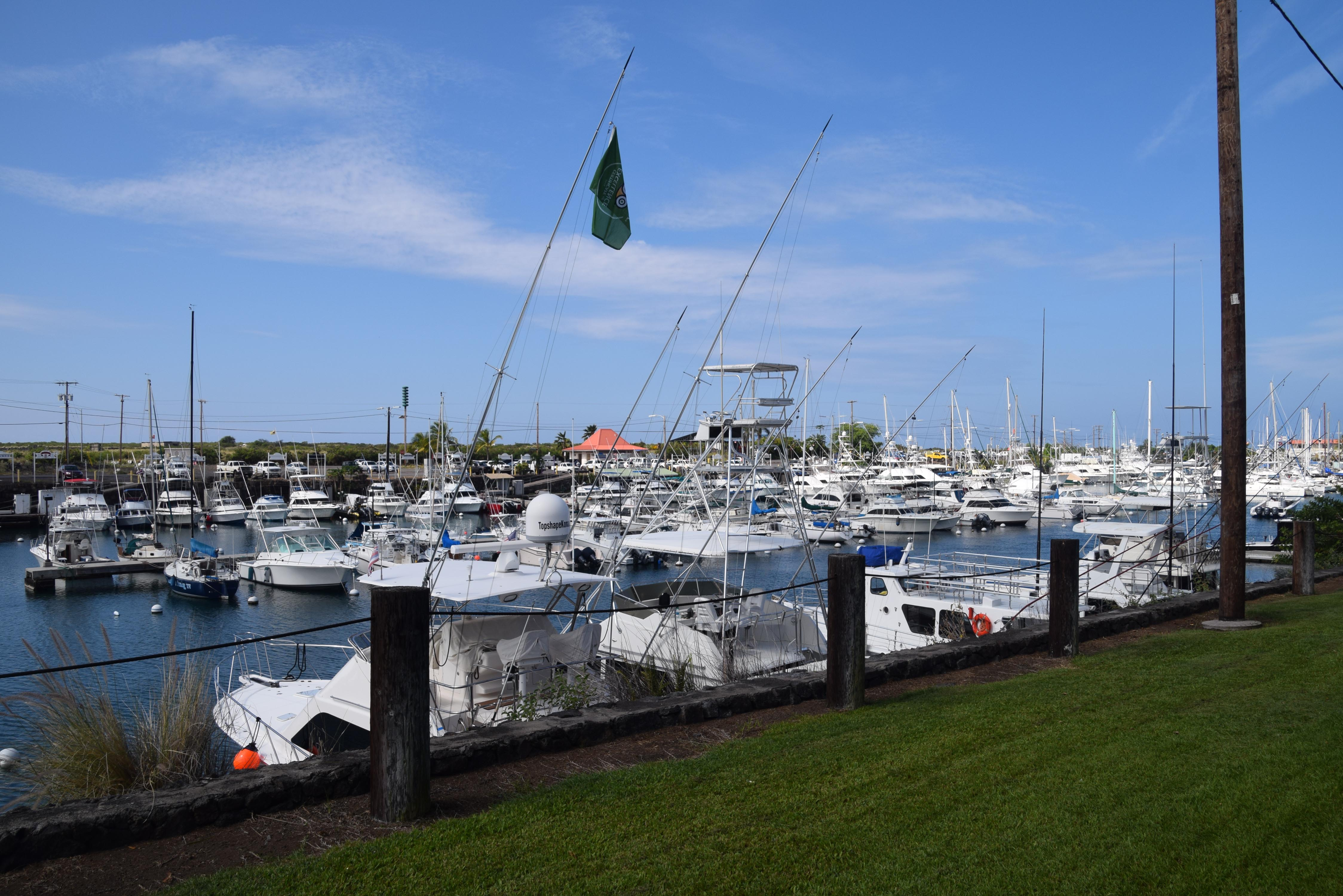
「ハーバーハウス」レストランからマリーナを見下ろす。

ホノコハウ港（ホノコハウこう、英語: Honokohau Harbor）はアメリカ合衆国ハワイ州ハワイ島コナ地区にある港で、おもにマリーナとして使われている。  

## 概要
ハワイ島にはヒロとカワイハエに港があるが、コナ地区にはいい港がない。カイルア・コナ港はただ小さな桟橋があるだけで、昔も今も大型船は沖合に停泊してテンダーボートで人や荷物を桟橋へ運んでいる。
1960年代前半にカイルア・コナの北郊外のホノコハウに420隻の小型船を収容するマリーナを含む港を作る計画が進み、1965年にこの計画が承認され、1968年からアメリカ陸軍工兵隊による建設が始まった。この場所は溶岩海岸で多くの爆破材料が必要で、運搬船からヘリコプターで爆破資材が運ばれた。港建設は1970年に完成している。 港管理は1990年にハワイ州Department of TransportationからDepartment of Land & Natural ResourcesのDivision of Boating & Ocean Recreationへ移管された。

## 施設
港の施設は小型船を置くマリーナが中心で、現在小型ボートが260隻係留されていて、ボートランプ（Boat ramp＝陸上から海上へ坂道で船を発進する施設）2か所、修理施設などがある。付属施設として、駐車場、公共トイレ、マリーナを見下ろすレストラン「ハーバーハウス」、その他ブティークなどがある。ドライドックおよび他のドックサイドのサービスはGentry's Kona Marinaが他社と協力して行っている。 

## 観光
ハワイ島コナ地区の観光客が海釣り、イルカ・スイム・ツアー、クジラ観察クルーズ（冬季）、マンタ・ナイト・ツアーに海洋へ出る際は、いずれもこの港を利用する。

## 交通
ハワイ州道19号線で北へ、コナ国際空港の手前のKealakehe Parkwayの交差点でマカイ（海側）にある。また、カロコ・ホノコハウ国立歴史公園の南出口を出ると、この港の駐車場である。

## 環境保護
ホノコハウ港から海へ出る際に、右側はカロ・ホノコハウ国立公園内の一番南側にあるヘイアウ（ハワイ人の聖域）になっており、もし現在こうした計画がなされたら許可されなかっただろうという人たちもいる。また、この港を拡張するための環境調査も最近行われている。  